# 桃太郎電鉄jr. 〜全国ラーメンめぐりの巻〜
『桃太郎電鉄jr. 〜全国ラーメンめぐりの巻〜』（ももたろうでんてつジュニア ぜんこくラーメンめぐりのまき）は、ハドソンが1998年7月31日に発売したゲームボーイ用ボードゲーム。桃太郎電鉄シリーズ第8作。

## 概要
イベントやマップデータなど本編に関する内容は『7』の移植といってもよいが、長野オリンピックが終了したことで一部の物件が差し替えられたほか、スリの銀次の変装パターンも『7』とは異なっているなど、いくつかの相違点はある。
本作の大きな特徴は、以降の作品ではおなじみとなったバラエティゲームが登場した点で、サブタイトルの「全国ラーメンめぐりの巻」もこれを指している。
副題にちなみラーメンチェーン店「ラーメン館」とタイアップしたキャンペーンが行われた。

## 前作からの変更点
- 本作より、バラエティゲームとして新たに専用の目的地を巡るモードが多数追加されている（本作での表記は「とくべつゲーム」）。複数のルールから選択できる機能は『初代』以来である（『SUPER』以降の現行のルールになった作品では本作が初）。詳細は後述。
- 本作より、「Sリーグ」のイベントは廃止された。
- 本作では、セーブは毎ターン自動的に行われる。『III』と同様にゲーム開始時に一切セーブしない設定にすることも可能である。
- 本作では、カードを使用する際のコマンド名が「カード」ではなく、最初から「進行」「便利」の2種類として表示されている。カードが進行系・便利系に分かれているのは携帯機作品では本作が初であり、ゲームボーイ版としては唯一である。
- 本作では、漢字がほとんど使えない理由から一部のカード名に変更がある。
  - 「夢のまた夢カード⇒ゆめのゆめカード」「うたかたの夢カード⇒うたかたカード」「損害保険カード⇒ほけんカード」「うんち列車カード⇒うんちーずカード」「大逆転カード⇒ぎゃくてんカード」「銀河鉄道カード⇒ぎんがカード」が該当。
- 本作では、ゲームボーイ版のため白黒画面に合わせたマスの表示変更が行われている。ただしゲームボーイ版初登場のマスは基本的に据え置き版と同じ表示になっている。
  - それまでのGB版作品と同じ表示変更をされたもの…プラス駅（+マーク）、マイナス駅（−マーク）、カード駅（Cマーク）、物件駅（□マーク）
  - 表示変更された中でGB版初登場のもの…ボンビラス駅（−マーク）
  - マップ上に物件駅の名前が表示されているのは、通常のモードで目的地になる16か所のみ。ただし「ちいきデータ」で調べればそれぞれの駅名は判る。『II(GB)』と同様。
- 本作では、ドジラに同行して出現することのある怪獣「ミミラ」が登場しない。『V』で復活。
- 本作では、「F1レース」および、「ショッカーO野」が司会のミニゲームのイベントは登場しない。『V』で復活。
- 本作では、容量の都合からか一部のイベント専用BGMがニュース場面でのBGM「PBSデラックス」に差し替えられている。
  - カレンダー画面では、『HAPPY』までのようにマップ曲がそのまま使われる。ただし『HAPPY』までは「直前の曲がそのまま使われていた」のに対して、本作では『II(GB)』と同様に「直後（1番目のプレイヤーの状況に合ったもの）の曲があらかじめ使われる」ようになっている。
- 本作では、目的地の候補駅は『HAPPY』までと同様に全て大きな駅舎で表示されている。また、駅名の看板が掲げられているのも目的地候補の駅のみとなっている。
- 本作では、ミニボンビーが奪っていく金額が他の作品と比べて大きく[2]、場合によっては貧乏神より大きな損害を生むこともある。
- 本作では、キングボンビーを手持ちのロボットで撃退した場合元の姿に戻った貧乏神がそのターンから悪行をする。
- 本作では、新宿のゲームセンターを所持していると『HAPPY』で鹿児島のサツマイモ畑を所持していた場合にプレイできたミニゲーム「オナラマン危機一髪」をプレイできる。一方で他のミニゲームは容量の都合からか登場していない。
- 登場しないカード…チェーン店カード、エッグポーカード、温泉ラリーカード、女湯カード、とびちりカード、カードつかえカード、豪速球カード、クイズカード、カメレオンカード、天運カード

## バラエティゲーム
スタート地点は通常のモードと同じ東京駅で、年数は99年で固定だが、全ての目的地を巡回するとその時点で終了・資産の多いプレイヤーが勝ちとなる。また、全ての目的地が順番を含めて最初から明かされており、目的地選択画面の時に一斉表示されているのも特徴。ただし「すごろくのたび」だけはルールが根底から特殊である。なお、通常のモードで目的地にならない駅は、大きな駅舎で表示されていない。
ラーメンのたび
目的地が旭川や博多などラーメンにちなんだ有名な所に設定されている。最終目的地は横浜駅（物件にラーメン記念館がある）。ルート 旭川→札幌→函館→米沢→博多→熊本→横浜
にほんいちのたび
目的地が農林物産の名産品で有名な都市に設定されている。目的地は北から順に南下していく。最終目的地は鹿児島駅。4種類の中では最も目的地が多い。ルート 富良野→青森→新潟→甲府→静岡→松山→大分→熊本→宮崎→鹿児島
バカンスのたび
目的地が海外のサイパン、グアム、ハワイに設定されている。最終目的地は東京駅。4種類の中では早めに決着がつく。
すごろくのたび
鹿児島駅からスタートし、稚内駅まで一番早くたどり着いたプレイヤーが勝利となる。総資産は勝敗に直接関わらないが、進行系カードの購入資金として間接的に関わってくる。なお、ワープ駅は使用できないようになっている（九州と北海道が含まれているため）。

## 関連書籍
- 『桃太郎電鉄jr.公式ガイドブック : 全国ラーメンめぐりの巻』 (ISBN 4091026478)